# Le Juré disparu

Le Juré disparu (titre original : The Missing Juror) est un film américain de Oscar Boetticher Jr., sorti en 1944.

## Synopsis
Un détective essaye de stopper l'assassinat des différents jurés d'un procès pour meurtre...

## Fiche technique
- Titre original : The Missing Juror
- Réalisation : Oscar Boetticher Jr.
- Scénario : Charles O'Neal
- Direction artistique : George Brooks
- Décors : George Montgomery
- Photographie : L. William O'Connell
- Son : Jack A. Goodrich
- Montage : Paul Borofsky
- Musique : Mischa Bakaleinikoff
- Production : Wallace MacDonald
- Société de production : Columbia Pictures Corporation
- Société de distribution : Columbia Pictures Corporation
- Pays d’origine :  États-Unis
- Langue originale : anglais
- Format : Noir et blanc — 35 mm — 1,37:1 — son Mono (Western Electric Mirrophonic Recording)
- Genre : Film policier
- Durée : 66 minutes
- Date de sortie :
  - États-Unis :16 novembre 1944

## Distribution
- Jim Bannon : Joe Keats
- Janis Carter : Alice Hill
- George Macready : Harry Wharton / Jerome K. Bentley
- Jean Stevens : Tex
- Joseph Crehan : Willard Apple
- Carole Mathews : Marcy
- Cliff Clark : Inspecteur Davis
- Edmund Cobb : Cahan
- Mike Mazurki : Cullie
- George Lloyd : George Sasbo
- Alan Bridge : Tom Marshall
- Victor Travers : Clem Poskins
- John Tyrrell : Regan
- Danny Desmond : un vendeur de journaux
- Harry Strang : Sergent Lewton
- Charles C. Wilson : Mac Ellis
- Cecil Weston : Ellen Jackson
- Nancy Brinckman : une infirmière
- Shelby Payne : Sugar Chappel
- Walter Baldwin : juge de paix
- Patrick H. O'Malley Jr. : prêtre
- Sam Flint : juge
- Trevor Bardette : Pierson
- Billy Newell : Wally
- Ernest Williard : Docteur
- Ray Teal : inspecteur en chef
- Forbes Murray : procureur
- Ed Stanley : gardien
- Jessie Grans : portier
- Milt Kibbee : ingénieur
- Chuck Hamilton : huissier
- Jack Gardner : Reporter
- Bud Fine : serveur
- Pat Lane : greffier